# Sociálně demokratická aliance
Sociálně demokratická aliance (islandsky Samfylkingin jafnaðarmannaflokkur Íslands), oficiálně Aliance – Islandská sociálně demokratická strana, je sociálně demokratická, feministická a proevropská politická strana na Islandu.
Strana vznikla v roce 2000 sloučením čtyř středolevicových politických stran po společné kandidatuře v parlamentních volbách v roce 1999. Vizí strany bylo sjednotit levicové křídlo islandské politiky, které bylo od rozdělení Sociálně demokratické strany v roce 1930 roztříštěné, a vytvořit jednotný blok, který by byl schopen čelit Straně nezávislosti.
V předčasných parlamentních volbách v roce 2009, které byly vyhlášeny v důsledku islandské finanční krize, se Sociálnědemokratická aliance pod vedením Jóhanny Sigurðardóttir stala největší stranou a vytvořila koaliční vládu s Levicově-zeleným hnutím, což byla první většinová levicová vláda v zemi. Byla první premiérkou v zemi a prvním otevřeně homosexuálním předsedou vlády na světě.
V parlamentních volbách v roce 2013 strana výrazně ztratila podporu, stala se třetí největší stranou v parlamentu a v parlamentních volbách v roce 2016, kde získala 5,7 %, ztratila téměř všechny své zástupce. V parlamentních volbách v roce 2017 strana získala 12,1 hlasů se ziskem 7 mandátů.
V roce 2014 se stala největší stranou v městské radě Reykjavíku a její člen Dagur B. Eggertsson se stal starostou. Od roku 2018 je druhou největší stranou v městské radě po Straně nezávislosti, ale zůstává ve většinové koalici s Dagurem jako starostou.

## Historie
Strana vznikla před parlamentními volbami v roce 1999 jako politická aliance čtyř levicových politických stran, které na Islandu do té doby existovaly, a to Národního probuzení, Lidové aliance, Sociálně demokratické strany a Aliance žen.
V květnu 2000 se pak strany formálně spojily pod názvem Aliance (Samfylkingin). Sloučení bylo záměrným pokusem sjednotit celou islandskou levici do jedné politické strany, která by byla schopna čelit středopravicové Straně nezávislosti. Původní pokus však ztroskotal, neboť skupina poslanců parlamentu odmítla program nové strany, který byl inspirovaný politikou New Labour britského premiéra Tonyho Blaira.
V únoru 2013 byl oficiální název strany změněn na Aliance – Sociálně demokratická strana Islandu (islandsky Samfylkingin – Jafnaðarmannaflokkur Íslands).

## Výsledky voleb
| Volby | Počet hlasů | Hlasy v % | Mandáty | Změna | Vládní angažmá |
| ----- | ----------- | --------- | ------- | ----- | -------------- |
| 1999  | 44 378      | 26,8      | 17/63   | ▬ 17  | v opozici      |
| 2003  | 56 700      | 31,0      | 20/63   | ▲ 3   | v opozici      |
| 2007  | 48 743      | 26,8      | 18/63   | ▼ 2   | v koalici      |
| 2009  | 55 758      | 29,8      | 20/63   | ▲ 2   | v koalici      |
| 2013  | 24 292      | 12,9      | 9/63    | ▼ 11  | v opozici      |
| 2016  | 10 893      | 5,7       | 3/63    | ▼ 6   | v opozici      |
| 2017  | 23 652      | 12,1      | 7/63    | ▲ 4   | v opozici      |
| 2021  | 19 825      | 9,9       | 6/63    | ▼ 1   | v opozici      |

## Seznam předsedů
| Pořadí | Osoba | Osoba                                 | Nástup do úřadu | Odchod z úřadu |
| ------ | ----- | ------------------------------------- | --------------- | -------------- |
| 1.     |       | Margrét Frímannsdóttir (* 1954)       | 1999            | 2000           |
| 2.     |       | Össur Skarphéðinsson (* 1953)         | 2000            | 2005           |
| 3.     |       | Ingibjörg Sólrún Gísladóttir (* 1954) | 2005            | 2009           |
| 4.     |       | Jóhanna Sigurðardóttir (* 1942)       | 2009            | 2013           |
| 5.     |       | Árni Páll Árnason (* 1966)            | 2013            | 2016           |
| 6.     |       | Oddný Guðbjörg Harðardóttir (* 1957)  | 2016            | 2016           |
| 7.     |       | Logi Már Einarsson (* 1964)           | 2016            | současnost     |